# Taeniophyllum breviscapum
Taeniophyllum breviscapum är en orkidéart som beskrevs av Johannes Jacobus Smith. Taeniophyllum breviscapum ingår i släktet Taeniophyllum och familjen orkidéer. Inga underarter finns listade i Catalogue of Life.